# ألكسندر كوستيتش
ألكسندر كوستيتش (بالألمانية: Aleksandar Kostić) هو لاعب كرة قدم نمساوي في مركز الوسط، ولد في 12 أكتوبر 1995 في فيينا في النمسا. لعب مع فيرست فيينا.

## وصلات خارجية
- ألكسندر كوستيتش على موقع قاعدة بيانات كرة القدم.إي يو (الإنجليزية)
- ألكسندر كوستيتش على موقع Soccerway.com (الإنجليزية)
- ألكسندر كوستيتش على موقع عالم كرة القدم.نت (الإنجليزية)